# Химнасия и Эсгрима (футбольный клуб, Ла-Плата)
«Химна́сия и Эсгри́ма» (полное название — исп. Club de Gimnasia y Esgrima La Plata, испанское произношение: [ˈkluβ ðe ximˈnasja i ezˈɣɾima la ˈplata]) — аргентинский футбольный клуб из города Ла-Плата. Иногда название сокращают просто до «Химнасия», а в латинской транскрипции — до аббревиатуры GELP или CGE. «Химнасия» — один из старейших клубов Аргентины, основанный в 1887 году, но чемпионом не был ни разу, за исключением любительского чемпионства в 1929 году. Однако в 1990-е и 2000-е годы клуб четырежды занимал 2-е место в чемпионате и несколько раз участвовал в розыгрыше Кубка Либертадорес, в том числе в 2007 году. Главнейшим соперником для «Химнасии» является «Эстудиантес», чей стадион расположен в нескольких сотнях метров от арены «Химнасии» (Класико Ла-Платы).

## История
Клуб, название которого дословно переводится как «Гимнастика и Фехтование», был основан 3 июня 1887 года. Первоначально именно эти виды спорта культивировались в команде, впоследствии к ним добавились футбол, регби, баскетбол и другие.
В начале XX века «Химнасия» была участницей Третьего дивизиона, вместе с «Ривер Плейтом», «Бельграно», «Портеньо». В 1915 году клуб добился выхода в первый дивизион, а уже в 1916 году состоялось первое классико с «Эстудиантес», в котором «Химнасия» оказалась сильнее — 1:0. В 1929 году «Химнасия» стала любительским чемпионом Аргентины.
В профессиональную эпоху «Химнасия» четыре раза вылетала во Второй дивизион (и становилась его чемпионом три раза), в последний раз — в 1979 году. С 1985 года клуб участвует в Первом дивизионе Аргентины.
В 1993/94 годах Ассоциация Футбола Аргентины организовала турнир в честь 100-летия основания организации. «Химнасия» обыграла «Эстудиантес» в первом раунде 1:0 (гол забил Гильермо Баррос Скелотто) и 0:0. В последующих раундах «Химнасия» обыграла «Ньюэллс Олд Бойз», «Архентинос Хуниорс» и «Бельграно» из Кордовы. В финальном матче был обыгран столичный «Ривер Плейт» — 3:1 (голы забивали Уго Герра, Фабио Фернандес и Гильермо Баррос Скелотто). Среди лидеров команды были также Гильермо Сангинетти и брат Гильермо — Густаво Баррос Скелотто.
В 1990-е и 2000-е команда четыре раза занимала второе место в чемпионате и неоднократно выступала в Кубке Либертадорес.

## Стадион
В 2008 году «Эстудиантес» и «Химнасия» стали выступать на одном стадионе — 53-тысячном Сьюдад де Ла-Плата, однако «Химнасия» в конце Апертуры провела матч на старой арене, поэтому вопрос о совместном использовании современной арены ещё не решён.

## Достижения
- Вице-чемпион Аргентины (5): Кл. 1995, Кл. 1996, Ап. 1998, Кл. 2002, Ап. 2005
- Чемпион Аргентины до 1930 (допрофессиональный период) (1): 1929
- Вице-чемпион Аргентины до 1930 (допрофессиональный период) (1): 1924
- Чемпион Второго дивизиона (3): 1944, 1947, 1952
- Обладатель Кубка Столетия (1): 1994
- Финалист Кубка Аргентины (1): 2017/18